# Saint-Maurice-près-Crocq
Pour les articles homonymes, voir Saint-Maurice.
Saint-Maurice-près-Crocq (Sent Maurzis prononcé localement "sén maur'zi" en occitan) est une commune française située dans le département de la Creuse en région Nouvelle-Aquitaine.

## Géographie
| Néoux                   | Saint-Pardoux-d'Arnet    |       |
| Pontcharraud            | Saint-Maurice-près-Crocq | Crocq |
| Saint-Georges-Nigremont | Saint-Agnant-près-Crocq  |       |

### Climat
Pour des articles plus généraux, voir Climat de la Nouvelle-Aquitaine et Climat de la Creuse.
Historiquement, la commune est exposée à un climat montagnard.  
En 2020, Météo-France publie une typologie des climats de la France métropolitaine dans laquelle la commune est exposée à un climat de montagne et est dans la région climatique  Ouest et nord-ouest du Massif Central, caractérisée par une pluviométrie annuelle de 900 à 1 500 mm, maximale en automne et en hiver.
Pour la période 1971-2000, la température annuelle moyenne est de 9,1 °C, avec  une amplitude thermique annuelle de 14,9 °C. Le cumul annuel moyen de précipitations est de 1 017 mm, avec 12,7 jours de précipitations en janvier et 7,9 jours en juillet. Pour la période 1991-2020, la température moyenne annuelle observée sur la station météorologique la plus proche, située sur la commune de Néoux à 7 km à vol d'oiseau, est de 10,2 °C et le cumul annuel moyen de précipitations est de 977,8 mm,. Pour l'avenir, les paramètres climatiques de la commune estimés pour 2050 selon différents scénarios d’émission de gaz à effet de serre sont consultables sur un site dédié publié par Météo-France en novembre 2022.

## Urbanisme

### Typologie
Au 1er janvier 2024, Saint-Maurice-près-Crocq est catégorisée commune rurale à habitat très dispersé, selon la nouvelle grille communale de densité à 7 niveaux définie par l'Insee en 2022.
Elle est située hors unité urbaine et hors attraction des villes,.

### Occupation des sols
L'occupation des sols de la commune, telle qu'elle ressort de la base de données européenne d’occupation biophysique des sols Corine Land Cover (CLC), est marquée par l'importance des territoires agricoles (62,8 % en 2018), une proportion sensiblement équivalente à celle de 1990 (62 %). La répartition détaillée en 2018 est la suivante : 
prairies (39,1 %), forêts (32 %), zones agricoles hétérogènes (23,7 %), milieux à végétation arbustive et/ou herbacée (5,2 %). L'évolution de l’occupation des sols de la commune et de ses infrastructures peut être observée sur les différentes représentations cartographiques du territoire : la carte de Cassini (XVIIIe siècle), la carte d'état-major (1820-1866) et les cartes ou photos aériennes de l'IGN pour la période actuelle (1950 à aujourd'hui).

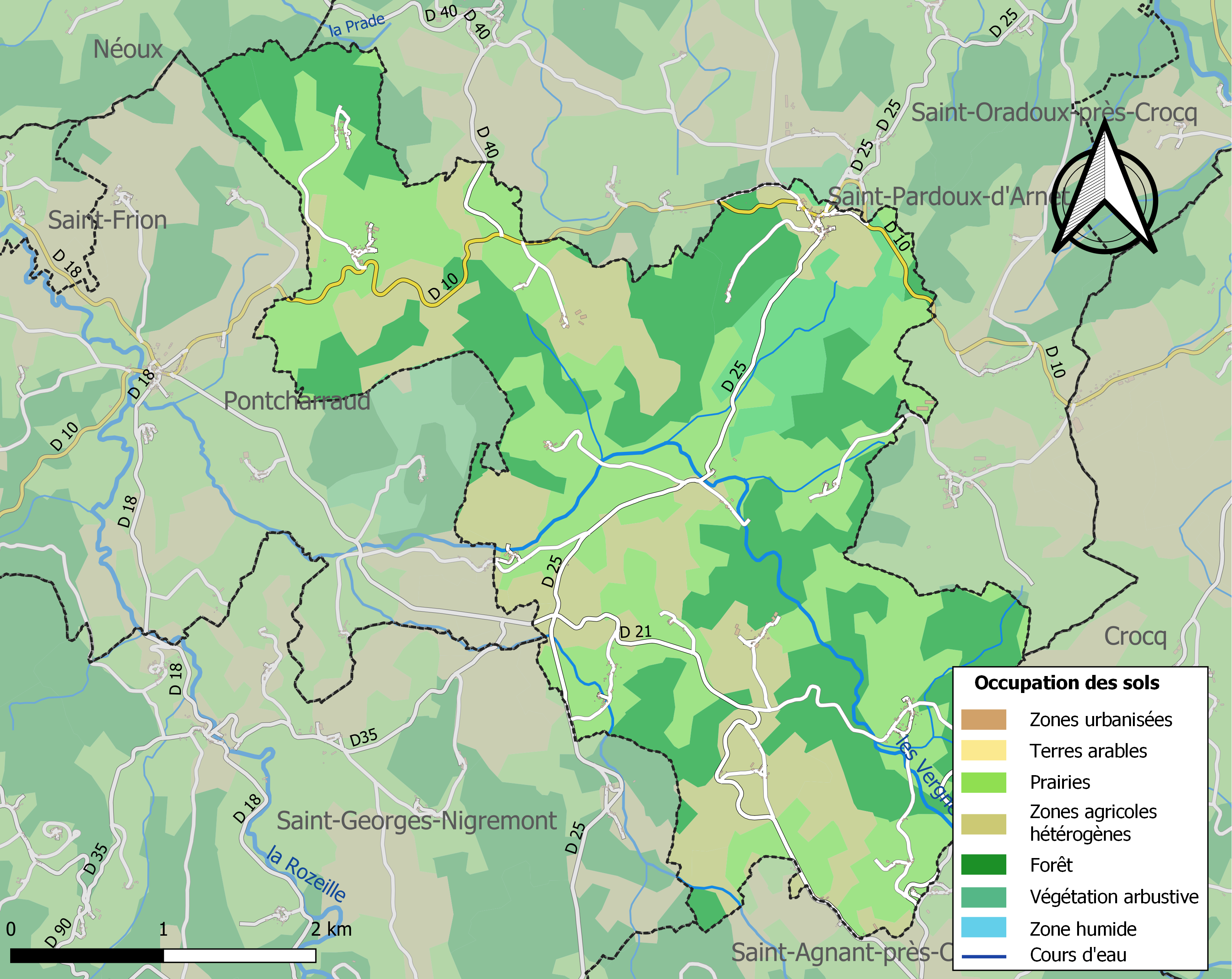
Carte des infrastructures et de l'occupation des sols de la commune en 2018 (CLC).

### Risques majeurs
Le territoire de la commune de Saint-Maurice-près-Crocq est vulnérable à différents aléas naturels : météorologiques (tempête, orage, neige, grand froid, canicule ou sécheresse) et séisme (sismicité faible). Il est également exposé à un risque particulier : le risque de radon. Un site publié par le BRGM permet d'évaluer simplement et rapidement les risques d'un bien localisé soit par son adresse soit par le numéro de sa parcelle.

#### Risques naturels

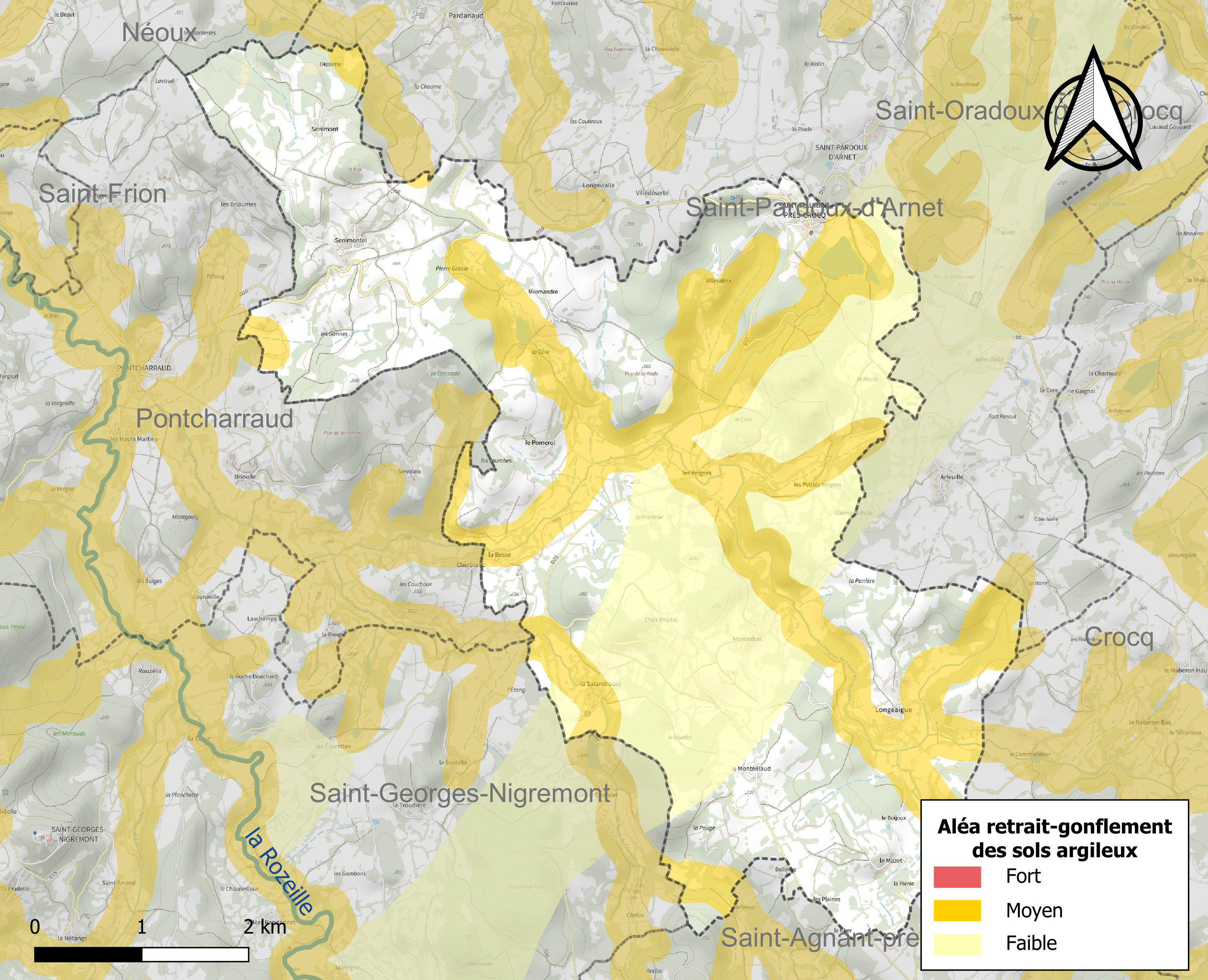
Carte des zones d'aléa retrait-gonflement des sols argileux de Saint-Maurice-près-Crocq.

Le retrait-gonflement des sols argileux est susceptible d'engendrer des dommages importants aux bâtiments en cas d’alternance de périodes de sécheresse et de pluie. 29,1 % de la superficie communale est en aléa moyen ou fort (33,6 % au niveau départemental et 48,5 % au niveau national). Sur les 124 bâtiments dénombrés sur la commune en 2019, 31 sont en aléa moyen ou fort, soit 25 %, à comparer aux 25 % au niveau départemental et 54 % au niveau national. Une cartographie de l'exposition du territoire national au retrait gonflement des sols argileux est disponible sur le site du BRGM,.
Par ailleurs, afin de mieux appréhender le risque d’affaissement de terrain, l'inventaire national des cavités souterraines permet de localiser celles situées sur la commune.
La commune a été reconnue en état de catastrophe naturelle au titre des dommages causés par les inondations et coulées de boue survenues en 1982 et 1999. Concernant les mouvements de terrains, la commune a été reconnue en état de catastrophe naturelle au titre des dommages causés par des mouvements de terrain en 1999.

#### Risque particulier
Dans plusieurs parties du territoire national, le radon, accumulé dans certains logements ou autres locaux, peut constituer une source significative d’exposition de la population aux rayonnements ionisants. Certaines communes du département sont concernées par le risque radon à un niveau plus ou moins élevé. Selon la classification de 2018, la commune de Saint-Maurice-près-Crocq est classée en zone 3, à savoir zone à potentiel radon significatif.

## Toponymie
Par décret du 11 mai 1937, la commune de Saint-Maurice a été renommée en Saint-Maurice-près-Crocq, pour la différencier d'une autre commune homonyme de la Creuse, devenue à la même date Saint-Maurice-la-Souterraine.

## Politique et administration
| Période                                  | Période  | Identité        | Étiquette | Qualité |
| ---------------------------------------- | -------- | --------------- | --------- | ------- |
| avant 1981                               | 1983     | Lucien Lecourt  | PCF       |         |
| avant 1988                               | ?        | Roger Reige     |           |         |
| mars 2001                                | 2014     | Jean Charpeaud  |           |         |
| mars 2014                                | En cours | Maryline Brunet | SE        |         |
| Les données manquantes sont à compléter. |          |                 |           |         |

## Démographie
L'évolution du nombre d'habitants est connue à travers les recensements de la population effectués dans la commune depuis 1793. Pour les communes de moins de 10 000 habitants, une enquête de recensement portant sur toute la population est réalisée tous les cinq ans, les populations de référence des années intermédiaires étant quant à elles estimées par interpolation ou extrapolation. Pour la commune, le premier recensement exhaustif entrant dans le cadre du nouveau dispositif a été réalisé en 2008.

En 2022, la commune comptait 100 habitants, en stagnation par rapport à 2016 (Creuse : −3,32 %, France hors Mayotte : +2,11 %).
| 1793 | 1800 | 1806 | 1821 | 1831 | 1836 | 1841 | 1846 | 1851 |
| ---- | ---- | ---- | ---- | ---- | ---- | ---- | ---- | ---- |
| 805  | 542  | 775  | 768  | 843  | 864  | 815  | 837  | 855  |

| 1856 | 1861 | 1866 | 1872 | 1876 | 1881 | 1886 | 1891 | 1896 |
| ---- | ---- | ---- | ---- | ---- | ---- | ---- | ---- | ---- |
| 756  | 687  | 703  | 673  | 690  | 659  | 680  | 642  | 645  |

| 1901 | 1906 | 1911 | 1921 | 1926 | 1931 | 1936 | 1946 | 1954 |
| ---- | ---- | ---- | ---- | ---- | ---- | ---- | ---- | ---- |
| 611  | 605  | 592  | 442  | 418  | 392  | 352  | 348  | 257  |

| 1962 | 1968 | 1975 | 1982 | 1990 | 1999 | 2006 | 2008 | 2013 |
| ---- | ---- | ---- | ---- | ---- | ---- | ---- | ---- | ---- |
| 238  | 225  | 210  | 158  | 130  | 115  | 118  | 119  | 105  |

| 2018 | 2022 | - | - | - | - | - | - | - |
| ---- | ---- | - | - | - | - | - | - | - |
| 100  | 100  | - | - | - | - | - | - | - |

## Lieux et monuments

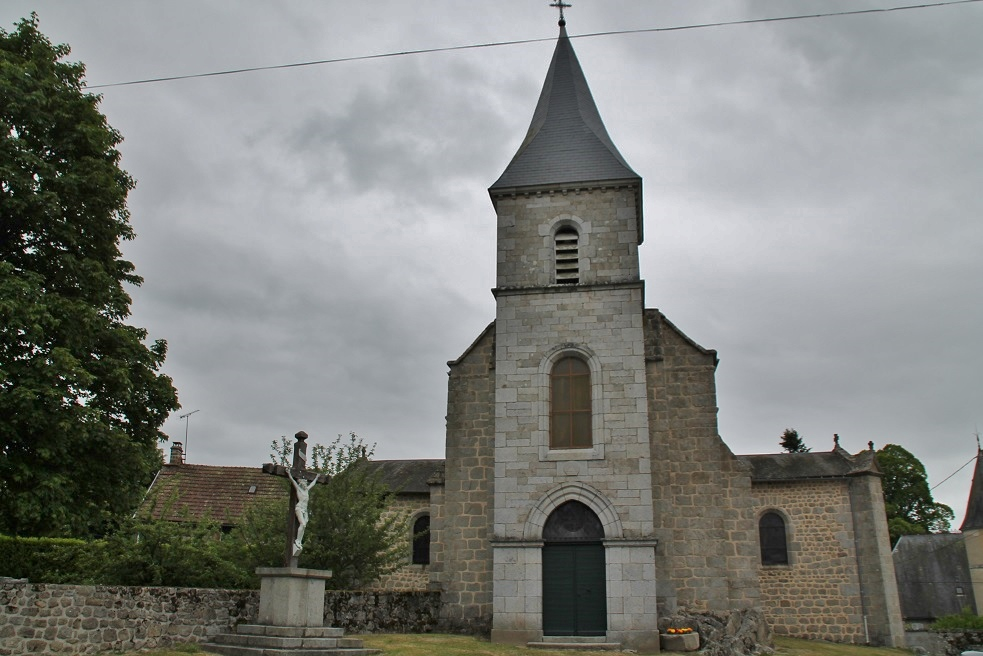
Église de Saint-Maurice-près-Crocq.

- Église paroissiale Saint-Maurice. Consacrée à Saint Maurice d'Agaune (en Valais, Suisse), chef de la Légion Thébaine qui a été martyrisé en 289 sur ordre de l'empereur d'Occident Maximien, avec une grande partie de sa légion pour sa foi chrétienne qu'il avait amené d'Egypte. Elle est inscrite à l'Inventaire général du patrimoine culturel[24]. Cette paroisse doit probablement avoir une fondation au Moyen Âge tardif du fait qu'elle se trouve sur la voie importante qui va de Lyon à Bordeaux. Cet humble édifice (hors œuvre : longueur 19,60 m ; largeur 7,90 m) a été bâti à la fin du XIIIe siècle ou au début du XIVe siècle. Mais il a subi d’importantes transformations au XVIIIe siècle et à la fin du XIXe siècle. À la suite de dégâts sur lesquels nous ne sommes pas renseignés, les murs ont été surélevés et la nef lambrissée. Deux chapelles voûtées d’arêtes lui ont été accolées : l’une au sud, au XVIIIe s., l’autre au nord, au XIXe. Un clocher-porche extrêmement banal a été ajouté à l’extrémité occidentale, en 1861 apparemment par une Mme Labesse dont la famille était originaire du hameau La Besse . Il dénature quelque peu la façade, qui était jadis amortie par un clocher-arcade. A l’extérieur, le mur sud a heureusement conservé un petit portail en cintre brisé aigu, à une voussure, tore et colonnettes. En haut du mur gouttereau, on remarque des corbeaux en encorbellement destinés jadis à soutenir un auvent en charpente. Le sommet du mur gouttereau ancien, en moyen appareil régulier, est marqué par une ligne de corniche sur modillons. Au-dessus, la surélévation en moellons fait piètre effet. On peut faire la même observation sur le mur nord, aveugle. La chapelle sud est agrémentée de petits pots à feu juchés sur les contreforts d’angle. L’intérêt de l’édifice provient surtout du mobilier qu’il abrite. Un joli retable (classé M.H. en 1987) occupe le fond du chœur à chevet plat. Le maître-autel est daté de 1776. Il est surmonté d’un tableau représentant la Crucifixion, avec Marie-Madeleine au pied de la Croix, et encadré des statues en bois doré de saint Maurice et de saint Jean-Baptiste. Dans la chapelle sud, un retable en bois peint illustre diverses scènes de la vie du Christ dans un style populaire (inscrit I.S. des O.A.). Le panneau peint de la porte de la sacristie, daté de 1760, représente l’Annonciation (inscrit I.S. des O.A.)  Plusieurs vitraux, dans la chapelle nord : saint Joseph (1894), saint Maurice (1920) et dans la chapelle sud : l’Annonciation (1904), la Visitation (1902), ces deux derniers datent du mécénat de la famille de Fournoux qui firent don de ces vitraux à l'occasion du mariage de leurs deux fils. Ces travaux témoignent du soin apporté à l’entretien de son église par cette très petite commune, qui a eu le mérite d’assumer seule la réfection des toitures de la nef et du clocher en 1970-1980. La Sauvegarde de l’Art français a versé en 2004 une aide de 5 000 € pour les travaux urgents de consolidation des maçonneries[25].
- château de Fournoux du XIXe siècle à l'arrière de l'église en style néo-gothique.